# Regiões de Malta
As Regiões de Malta (em maltês: Reġjun) são subdivisões administrativas que agrupam os conselhos locais de Malta. Foram criadas pelo Ato dos Conselhos Locais de 1993, e integradas à constituição do país em 2001. Na época, foram estabelecidas três regiões: Gozo, Malta Majjistral e Malta Xlokk. As duas últimas acabaram divididas, através do Ato Nº XVI de 2009, e atualmente são cinco as regiões que compõem o país.
Cada região possui um Comitê Regional, que consiste na Presidência regional, Vice-presidente, Secretário executivo, e de 10 a 14 membros adicionais.

## Regiões

### Atuais
| Região         | Capital        | Maior cidade   | Área      | População (2014) | Densidade populacional | Ano de instituição |
| -------------- | -------------- | -------------- | --------- | ---------------- | ---------------------- | ------------------ |
| Região Central | San Ġwann      | Birkirkara     | 23,6 km2  | 111.994          | 4,700/km2              | 2009               |
| Região de Gozo | Victoria       | Victoria       | 68,7 km2  | 37.342           | 540/km2                | 1993               |
| Região Norte   | St. Paul's Bay | St. Paul's Bay | 112,9 km2 | 102.892          | 910/km2                | 2009               |
| Região Sudeste | Valeta         | Żabbar         | 36,2 km2  | 99.301           | 2.700/km2              | 2009               |
| Região Sul     | Qormi          | Qormi          | 78,9 km2  | 93.897           | 1.200/km2              | 2009               |

### Extintas
| Região           | Maior cidade | Área    | População (2005) | Densidade populacional | Ano de instituição | Ano de extinção |
| ---------------- | ------------ | ------- | ---------------- | ---------------------- | ------------------ | --------------- |
| Malta Majjistral | Birkirkara   | 163 km2 | 227.117          | 1.393/km2              | 1993               | 2009            |
| Malta Xlokk      | Żabbar       | 64 km2  | 140.882          | 2.201/km2              | 1993               | 2009            |